# Randy Jones (piloto de bobsleigh)
Randal Jones –conocido como Randy Jones– (Winston-Salem, 24 de junio de 1969) es un deportista estadounidense que compitió en bobsleigh en la modalidad cuádruple.
Participó en tres Juegos Olímpicos de Invierno, entre los años 1994 y 2002, obteniendo una medalla de plata en Salt Lake City 2002, en la prueba cuádruple (junto con Todd Hays, Bill Schuffenhauer y Garrett Hines), y el quinto lugar en Nagano 1998, en la misma prueba.
Ganó tres medallas en el Campeonato Mundial de Bobsleigh entre los años 1993 y 2003.

## Palmarés internacional
| Juegos Olímpicos   | Juegos Olímpicos                | Juegos Olímpicos  | Juegos Olímpicos |
| Año                | Lugar                           | Medalla           | Prueba           |
| ------------------ | ------------------------------- | ----------------- | ---------------- |
| 2002               | Salt Lake City (Estados Unidos) | Medalla de plata  | Cuádruple        |
| Campeonato Mundial |                                 |                   |                  |
| Año                | Lugar                           | Medalla           | Prueba           |
| 1993               | Igls (Austria)                  | Medalla de bronce | Cuádruple        |
| 1997               | Sankt Moritz (Suiza)            | Medalla de bronce | Cuádruple        |
| 2003               | Lake Placid (Estados Unidos)    | Medalla de plata  | Cuádruple        |